# Annemiek de Haan
Annemiek de Haan (* 15. Juli 1981 in Haren) ist eine ehemalige niederländische Ruderin, die 2004 und 2012 Olympiadritte und 2008 Olympiazweite im Achter war.

## Karriere
Annemiek de Haan gewann bei den Junioren-Weltmeisterschaften 1999 die Bronzemedaille im Vierer mit Steuerfrau. 2002 im Zweier mit Steuerfrau und 2003 im Vierer mit Steuerfrau belegte Annemiek de Haan jeweils den fünften Platz bei den U23-Europameisterschaften. 2004 belegte sie mit dem Achter bei zwei Weltcupregatten den vierten Platz, bei den Olympischen Spielen in Athen belegte der Achter in der Besetzung Froukje Wegman, Marlies Smulders, Nienke Hommes, Hurnet Dekkers, Annemarieke van Rumpt, Annemiek de Haan, Sarah Siegelaar, Helen Tanger und Steuerfrau Ester Workel den dritten Platz hinter den Booten aus Rumänien und den USA. 
2005 belegte der Achter bei zwei Weltcupregatten den zweiten Platz, bei den Ruder-Weltmeisterschaften 2005 erkämpfte das Boot die Bronzemedaille hinter den Australierinnen und den Rumäninnen. 2006 wechselten Annemiek de Haan und Annemarieke van Rumpt in den Zweier ohne Steuerfrau und belegten den fünften Platz bei den Weltmeisterschaften in Eton. 2007 kehrten die beiden in den Achter zurück und gewannen daheim in Amsterdam ihre erste Weltcupregatta, bei den Weltmeisterschaften in München verpasste der Achter das A-Finale. 2008 belegte der niederländische Achter im Weltcup zweimal den vierten Platz, beim Saisonhöhepunkt, den Olympischen Spielen in Peking, erreichte der Achter in der Besetzung Femke Dekker, Annemiek de Haan, Nienke Kingma, Roline Repelaer van Driel, Annemarieke van Rumpt, Sarah Siegelaar, Marlies Smulders, Helen Tanger und Ester Workel den zweiten Platz hinter dem Achter aus den Vereinigten Staaten.
Nach einem Jahr Pause ruderte Annemiek de Haan 2010 im Vierer mit Steuerfrau, 2011 kehrte sie in den Achter zurück und siegte beim Weltcup in München. Bei den Ruder-Weltmeisterschaften 2011 in Bled belegte der niederländische Achter den fünften Platz, im Jahr darauf gewann der Achter die Bronzemedaille bei den Olympischen Spielen 2012.